# Центар за породични смештај
Центар за породични смештај је институција која организује и непосредно врши смештај деце без родитељског старања у хранитељске породице, врши надзор и пружа стручну помоћ породици у којој је дете смештено у погледу збрињавања, васпитања, образовања, здравствене заштите и оспособљавања за самосталан живот.